# Рисово
Ри́сово (болг. Ръсово) — село в Кюстендильській області Болгарії. Входить до складу общини Кюстендил.

## Населення
За даними перепису населення 2011 року у селі проживали 48 осіб, з них 47 осіб (97,9%) — болгари.
Розподіл населення за віком у 2011 році:
Динаміка населення: